# Baphia kirkii
Baphia kirkii är en ärtväxtart som beskrevs av John Gilbert Baker. Baphia kirkii ingår i släktet Baphia och familjen ärtväxter. IUCN kategoriserar arten globalt som sårbar.

## Underarter
Arten delas in i följande underarter:
- B. k. kirkii
- B. k. ovata